# Tidiam Gomis
Pour les articles homonymes, voir Gomis.
Tidiam Gomis, né le 8 août 2006 à Meulan-en-Yvelines en France, est un footballeur français qui évolue au poste d'attaquant au RB Leipzig.

## Biographie

### En club
Né à Meulan-en-Yvelines en France, Tidiam Gomis joue pour l'ES Bouafle-Flins avant d'être formé au SM Caen, qu'il rejoint à l'âge de 12 ans. Il se révèle très vite comme l'un des plus grands espoirs du club normand. Surclassé avec les U19 du club, il participe notamment à l'édition 2021-2022 de la Coupe Gambardella, son équipe atteignant la finale, perdue face à l'Olympique lyonnais aux tirs au but.
Il signe son premier contrat professionnel avec Caen le 13 septembre 2022, d'une durée de trois ans, soit jusqu'en juin 2025. Il devient ainsi, à 16 ans, le plus jeune joueur de l'histoire du SM Caen à passer professionnel. Il est intégré au groupe professionnel au début de la saison 2023-2024.
Le 12 août 2023, il joue son premier match avec l'équipe professionnelle contre le Pau FC à domicile, en Ligue 2 et remplace Alexandre Mendy en fin de match (victoire 2-0). Il fait quelques autres courtes entrées en jeu sous la direction du coach Jean-Marc Furlan mais c'est en fin de saison qu'il prend une place plus importante dans l'équipe après le limogage de Jean-Marc Furlan remplacé par Nicolas Seube. Il est titulaire pour la première fois le 23 avril 2024 lors du deplacement du SM Caen à Ajaccio. Pour le dernier match de la saison, il marque un doublé contre Valenciennes, ses deux premiers buts en professionnel. Il est alors le plus jeune joueur de l'histoire du club à réaliser cette performance à 17 ans et 9 mois. 
En février 2025, Tidiam Gomis signe jusqu'en juin 2029 avec le club allemand du RB Leipzig.

### En sélection
En mai 2023, Tidiam Gomis est sélectionné avec l'équipe de France des moins de 17 ans pour participer à l'Euro 2023 organisé en Hongrie, où il évolue comme titulaire au poste d'ailier gauche. Au cours de la compétition, il se révèle comme un élément offensif décisif en inscrivant 2 buts et donnant 2 passes décisives.
La France se qualifie pour la finale après avoir battu l'Espagne le 30 mai 2023,, dans un match au cours duquel il est passeur décisif et buteur.

## Statistiques
| Saison                | Club                  | Championnat           | Championnat | Championnat | Championnat | Coupe(s) nationale(s) | Coupe(s) nationale(s) | Coupe(s) nationale(s) | Total | Total | Total |
| Saison                | Club                  | Division              | M.          | B.          | P.d.        | M.                    | B.                    | P.d.                  | M.    | B.    | P.d.  |
| 2023-2024             | SM Caen               | Ligue 2               | 16          | 2           | 0           | 1                     | 0                     | 0                     | 17    | 2     | 0     |
| 2024-2025             | SM Caen               | Ligue 2               | 20          | 2           | 2           | 2                     | 0                     | 0                     | 22    | 2     | 2     |
| Sous-total            | Sous-total            | Sous-total            | 36          | 4           | 2           | 3                     | 0                     | 0                     | 39    | 4     | 2     |
| 2024-2025             | RB Leipzig            | Bundesliga            | 8           | 0           | 1           | 1                     | 0                     | 0                     | 9     | 0     | 1     |
| Total sur la carrière | Total sur la carrière | Total sur la carrière | 44          | 4           | 3           | 4                     | 0                     | 0                     | 48    | 4     | 3     |

## Palmarès
France -17 ans
- Finaliste de la Coupe du monde -17 ans en 2023
- Finaliste du Championnat d'Europe -17 ans en 2023